# Vĩnh Mỹ (Châu Đốc)
Vĩnh Mỹ is een phường in de thị xã Châu Đốc, in de Vietnamese provincie An Giang. Vĩnh Mỹ ligt aan de westelijke oever van de Hậu.